# Хьёльстад, Юхан
Йохан Хьёльстад (норв. Johan Kjølstad; род. 9 марта 1983, Левангер) — норвежский лыжник, Чемпион мира в командном спринте в Либереце. Трёхкратный победитель этапов кубка мира в спринте, однократный в командном спринте.

## Медали Чемпионата мира

### В личном зачёте
| Медаль  | Дата                 | Место   | Дисциплина                  |
| ------- | -------------------- | ------- | --------------------------- |
| Серебро | 24 февраля 2009 года | Либерец | 1,2 км спринт Коньковый ход |

### В команде
| Медаль | Дата                 | Место   | Дисциплина                                |
| ------ | -------------------- | ------- | ----------------------------------------- |
| Золото | 25 февраля 2009 года | Либерец | 6*1,5км Командный спринт Классический ход |

## Победы на этапах Кубка мира

### В личном зачёте
| Номер | Дата                | Место      | Дисциплина                     |
| ----- | ------------------- | ---------- | ------------------------------ |
| 1     | 16 января 2005 года | Нове Место | 1,2 км спринт Коньковый ход    |
| 2     | 1 декабря 2007 года | Куусамо    | 1,2 км спринт Классический ход |
| 3     | 18 марта 2009 года  | Стокгольм  | 1 км спринт Классический ход   |

### В команде
| Номер | Дата                 | Место       | Дисциплина                             |
| ----- | -------------------- | ----------- | -------------------------------------- |
| 1     | 23 октября 2005 года | Дюссельдорф | 6*1,5км Командный спринт Коньковый ход |